# Бремер, Дагмар
Дагмар Бремер (до замужества — Брайкен) (нем. Dagmar Bremer (Breiken), род. 13 сентября 1963, Кёльн, Северный Рейн-Вестфалия) — немецкая хоккеистка (хоккей на траве), полузащитник. Серебряный призёр летних Олимпийских игр 1984 года, участница летних Олимпийских игр 1988 года, серебряный призёр чемпионата мира 1986 года, бронзовый призёр чемпионата Европы 1984 года.

## Биография
Дагмар Бремер родилась 13 сентября 1963 года в западногерманском городе Кёльн.
Играла в хоккей на траве за «Рот-Вайс» из Кёльна. Впоследствии перешла в «Байер» из Леверкузена, в составе которого в 1984 году выиграла чемпионат ФРГ по индорхоккею, в 1985 году — по хоккею на траве. Завершила игровую карьеру в составе «Айнтрахта» из Франкфурта-на-Майне.
В 1984 году завоевала бронзовую медаль чемпионата Европы в Лилле.
В том же году вошла в состав женской сборной ФРГ по хоккею на траве на летних Олимпийских играх в Лос-Анджелесе и завоевала серебряную медаль. Играла на позиции полузащитника, провела 5 матчей, мячей не забивала.
В 1986 году завоевала серебряную медаль на чемпионате мира в Амстелвене.
В 1988 году вошла в состав женской сборной ФРГ по хоккею на траве на летних Олимпийских играх в Сеуле, занявшей 5-е место. Играла на позиции полузащитника, провела 5 матчей, мячей не забивала.
Дважды выигрывала золотые медали чемпионата Европы по индорхоккею — в 1984 году в Лондоне и в 1987 году в Бад-Нойенар-Арвайлере.
В 1982—1988 годах провела за сборную ФРГ 124 матча (110 на открытых полях, 14 в помещении).